# Бартош Гловацький (бронепоїзд)
Бронепотяг № 53 «Бартош Гловацький» — польський бронепотяг періоду польсько-радянської війни та Другої світової війни. Під час вересневої кампанії він воював на лінії Колюшки — Скерневиці — Жирардув, потім брав участь в обороні Берестя з підрозділами 3-ї бронетанкової дивізії, потім воював під Ковелем та Львовом. 19 вересня під час оборони міста Львів він був розбитий німецькою артилерією.

## Історія

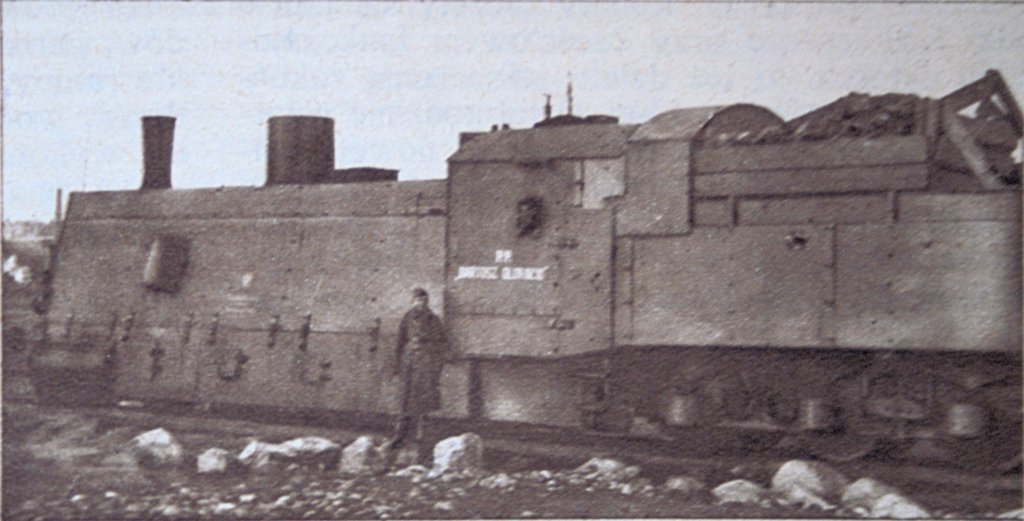
Бронелокомотив бронепотяга «Бартош Гловацький». 1920 рік.

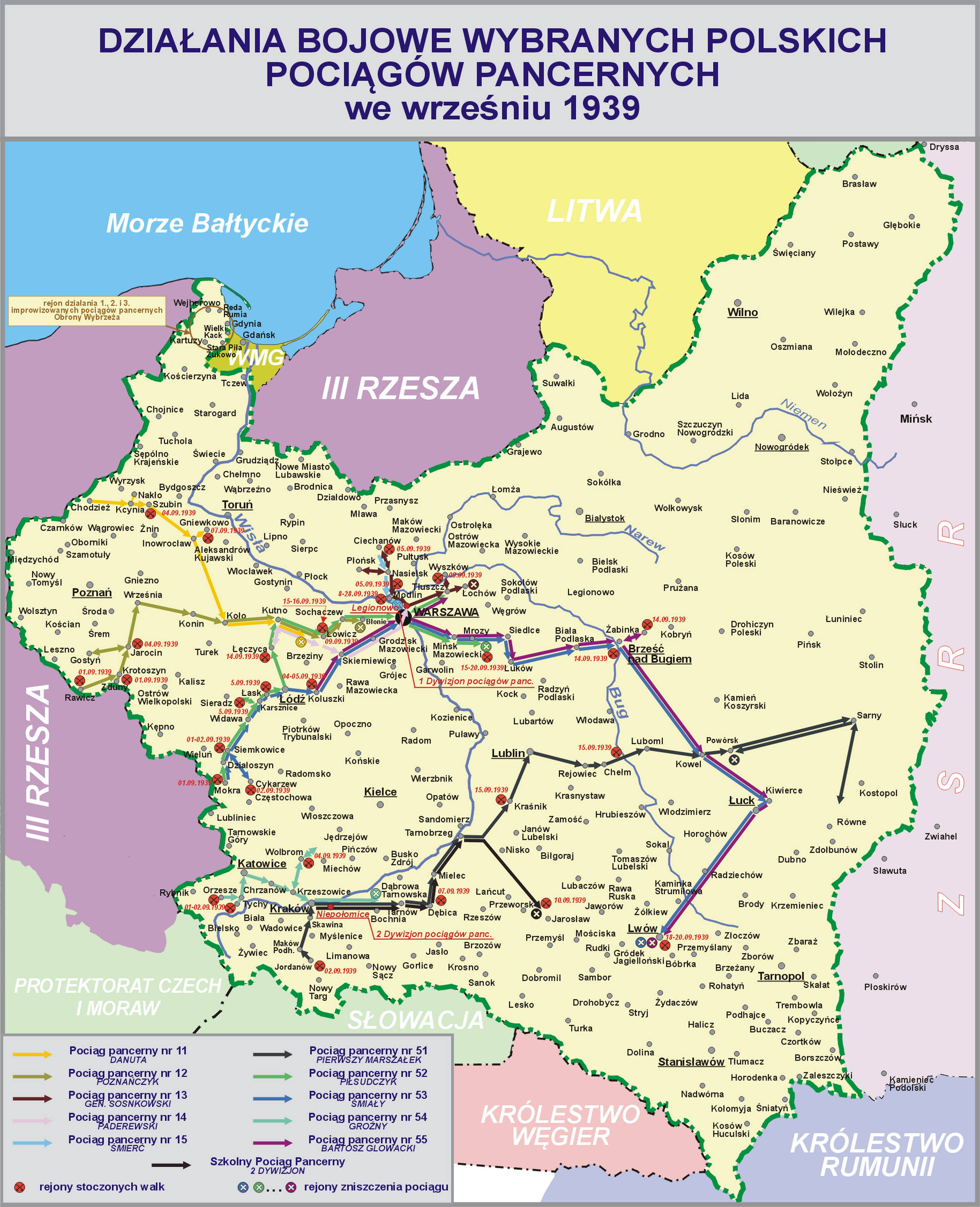
Бойові дії вибраних польських бронепотягів у вересні 1939 року.

Брав участь у польсько-радянській війні. З 1928 року він був частиною 2-ї ескадри бронепотягів у Неполомицях. У вересні 1939 року він був озброєний однією 100-мм гаубицею, двома 75-мм гарматами та 19 важкими кулеметами. Мобілізований наприкінці серпня 1939 року, він у ніч з 26 на 27 серпня покинув Неполомиці, а потім дислокувався у Тлущі під Варшавою.
Призначений на час війни як резерв головнокомандувача, 1 вересня 1939 року був призначений до Оперативної групи «Вишків», а потім з 3 вересня до армії «Прусси». 3 вересня поїзд прямував до Лодзя, потім до станції в Колюшках; там він разом із бронепотягом № 53 «Сміливим» простояв до 5 вересня. 5 вересня німецькі бомбардувальники знищили на цій станції склад «Сміливого». І з того часу бронепотяги їздили разом. Увечері польські підрозділи відступили з цього району фронту. Вранці 6 вересня бронепотяги також рушили до Скерневиці. Пошкодження колії перешкодило розвідці на лінії Скерневиці — Лович, запланованій на 7 вересня.
8 вересня бронепотяги патрулювали ділянку Скерневиці — Жирардув, а після отримання наказу, направилися до Мінську-Мазовецького, минаючи Варшаву. У Мінську було отримано наказ їхати до Седльці, куди бронепотяги прибули 10 вересня. Через загрозу захоплення міста 10—11 вересня бронепотяги прибули 12 вересня на станцію Луків. Там було отримано нове розпорядження щодо висунення в сторону Межиріччя, а потім слідує наказ про зміну напрямку руху в бік Бреста-над-Бугом, куди бронепоїзд і прибув 14 вересня.
Того ж дня до міста підійшов німецький 19-й армійський корпус. Щоб нейтралізувати маневр противника, Плісовський вислав в східному напрямку бронепотяг «Бартош Гловацький» під командуванням капітана Анджея Подгурського. У районі Жабинки, у 20 кілометрах на схід від Берестя, з бронепотяга вивантажили взвод танкеток, переобладнаних в бронедрезини, які вели розвідку в сторону мосту через річку Мухавець. Тут вони зіткнулися з розвідувальними бронеавтомобілями 3-ї танкової дивізії німців. В ході бою три польські машини були підпалені, а дві відступили. Подальше просування німців було тимчасово призупинено вогнем бронепотяга. Однак, побоюючись бути відрізаним від Берестя, капітан Підгурський вирішив повернутися в місто. У другій половині дня німці захопили Центральний вокзал у Бресті, і поїздам було наказано відійти до Ковеля, куди вони прибули 15 вересня. 16 вересня бронепотяги були відправлені до Луцька.
17 вересня надійшла інформація про вторгнення Червоної Армії, командири бронепотягів вирішили прорватися до Львова, куди 18 вересня дійшли, через Луцьк — Сенкевичівка — Стоянів. 19 вересня бронепотяг підтримав захисників Львова, захистивши залишки підрозділів Південного фронту генерала Казімежа Соснковського, які прорвалися до міста. Підтримуючи піхотний батальйон в районі Голоско та висоти 374, він зіткнувся з підрозділами 1-ї гірськострілецької дивізії; на бронепотяг натрапило кілька артилерійських та протитанкових батарей. Бронепотяг відійшов до станції Підзамче, але пошкодження були занадто серйозними, і до кінця боїв у Львові він не повернув своєї бойової цінності.

#### Командири
- Поручник Станіслав Пігонь (серпень — жовтень 1920)
- Капітан Анджей Подгурський (1939)